# Claus Lundekvam
Claus Lundekvam, född 22 februari 1973, är en norsk före detta fotbollsspelare som tillbringade större delen av sin karriär i engelska Southampton. Han spelade för Southampton i FA-cupfinalen 2003 mot Arsenal (som de förlorade med 1–0). Lundekvam spelade 40 matcher för det norska landslaget.